# Песник
Песник или песникиња је особа која пише песме.
Песници постоје од када постоји цивилизација, чак пре него што је настало и само писмо. Смишљање песме је једна од најцењенијих људских вештина која захтева добро познавање језика на коме се песма испева, велики таленат и надахнуће.
Песници успевају да испричају најразноврсније приче, али и да са мало речи пренесу велика осећања.

## Утицај песника
Врхунски песници имају огроман утицај. 
Црногорски владика Његош је свима познат прво као песник који је написао Горски вијенац а онда као духовни и световни вођа Црногораца.

## Српски песници
У српској култури, песници и песме су одиграли кључну улогу у очувању српског језика кроз векове. Песме су се училе напамет и преносиле са колена на колено уз гусле, а народни песници су углавном остали анонимни. Традиција креирања, писања, читања и рецитовања песама задржала се до данашњих дана.